# タイタン・サターン・システム・ミッション
タイタン・サターン・システム・ミッション（英: Titan Saturn System Mission、TSSM）は、アメリカ航空宇宙局 (NASA) と欧州宇宙機関 (ESA) による計画中の共同ミッションで、カッシーニによって多くの複雑な現象が明らかとなった土星とその衛星タイタン、エンケラドゥスの探査を目的とする。NASAは推計約250億円を負担し、2020年に打ち上げられ、地球、金星をスイングバイし、2029年に土星に到達することを目指している。4年間の観測のうち、2年間は土星を探査し、2か月間はタイタンの大気の採取を行い、20か月はタイタンの軌道上で観測を行う。
2009年、木星とその衛星の探査ミッションであるEJSMが、タイタン・サターン・システム・ミッションよりも優先すると決定された。

## 経緯
TSSMは、公式には2009年1月にESAのTitan and Enceladus Mission (TandEM) とNASAのTitan Explorer (2007) を統合することで創設されたが、両計画を統合するという構想は、少なくとも2008年始めからあった。TSSMはEJSMと資金を巡って競合したが、2009年2月に、NASAとESAは、EJSMを優先させるが、2020年代の打上げを目指してTSSMの研究も継続されることが公表された。2009年2月と10月にはそれぞれ、ミッション要素の詳細なレポートや湖に着陸するタイタン海洋探査ミッション (TiME) のコンセプト等が公表された。

## ミッションの概要

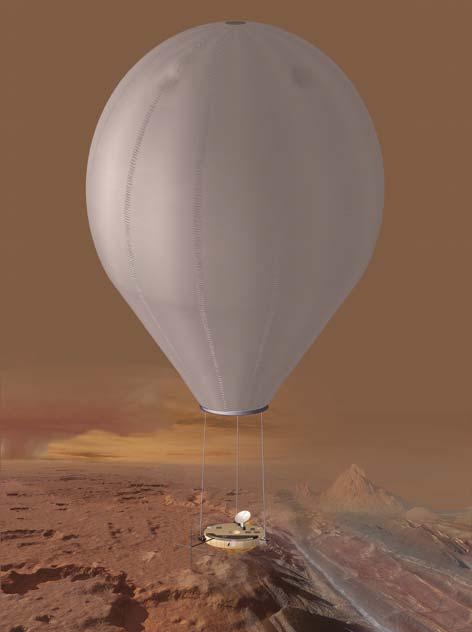
熱気球がタイタンを周回する計画である。

TSSMのミッションは、1機のオービタとタイタン探査用の2機のプローブで構成される。熱気球はタイタンの雲の中を浮遊し、ランダーはメタンの海に着水する。
どちらのプローブのデータもオービタを中継する。プローブは、カッシーニが行った以上の、撮像装置、レーダープロファイリング、表面探査、大気サンプリング等の機器を備える。
宇宙船は、いくつかの惑星でスイングバイして土星に到達する。計画では、2020年9月に打ち上げられ、地球-金星-地球-地球と4度のスイングバイを行い、9年後の2029年10月に土星に到達するとされている。これは、2018年から2022年の間に何度かある機会の1つである。しかし、現在のNASAの計画ではTSSMには優先権がなく、提案される時期に打上げの機会が与えられるかは分からない。
2029年10月に土星に到達すると、オービタの化学推進システムがオービタを土星周回軌道に乗せ、2年間の土星探査が始まる。この期間に、少なくともエンケラドゥスで7回、タイタンで16回のスイングバイを行い、タイタンの軌道に入るのに必要なエネルギーを減少させる。エンケラドゥスのスイングバイの際には、南極付近にある奇妙な氷の火山の噴火の観測を行う。
熱気球は、タイタンへの最初のスイングバイの際に放出され、弾道軌道でタイタンの大気中に突入し、2030年4月から2030年10月まで、地球時間で6か月間の観測を行う。熱気球は、設計寿命の間に、北緯20度に沿って、高度約10kmの高さを少なくとも1周できると考えられている。

### 湖への着水

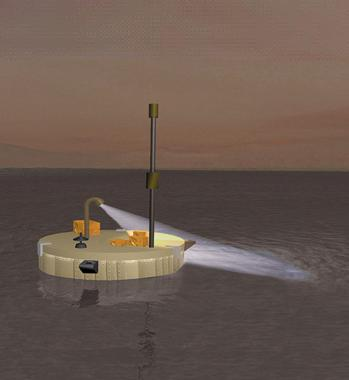
タイタン表層海探査では、湖に着水する。

湖へのランダーのコンセプトについては、何度も繰り返し出されてきた。これまでで最も具体的な計画はいわゆるTiMEと呼ばれるもので、これはもともと別のミッションとして計画されていたものであるが、延期され、TSSMの計画と統合されることとなった。承認されれば、TiMEはタイタンへの2度目のスイングバイの際に放出される計画である。タイタンの持つもやの層と太陽からの距離のため、ランダーは太陽電池で動くことができず、スターリング放射性同位体発電機から電力を供給される。探査機は、2005年のホイヘンス・プローブのように、北緯79度の北極圏にある液体炭化水素の湖であるリゲイア海を目標としてパラシュートで降下する。6時間の降下の間に大気の分析を行い、液体の表面に着水する。その後、3か月から6か月の期間で、地表の有機物の採集、分析を行う。TiMEは、初めての地球外の海に漂う人工物となる予定である。

## 科学的目標と目的
TSSMの主な目的は、次の4つに分けられる。
- 系としてのタイタンの探査

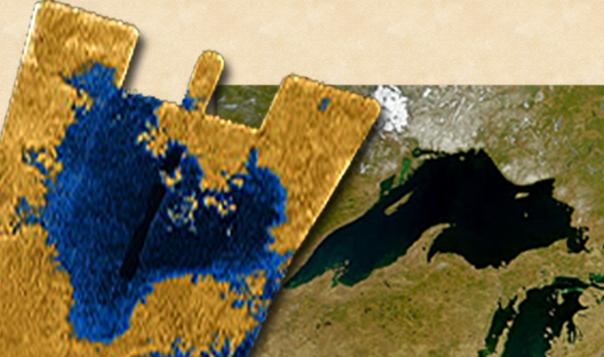
リゲリア湖と地球のスペリオル湖の比較

- タイタンの有機物の調査と生命存在可能性の検証
- タイタンの起源と進化モデルの決定
- エンケラドゥスと土星の磁気圏の調査